# Färdskrivare

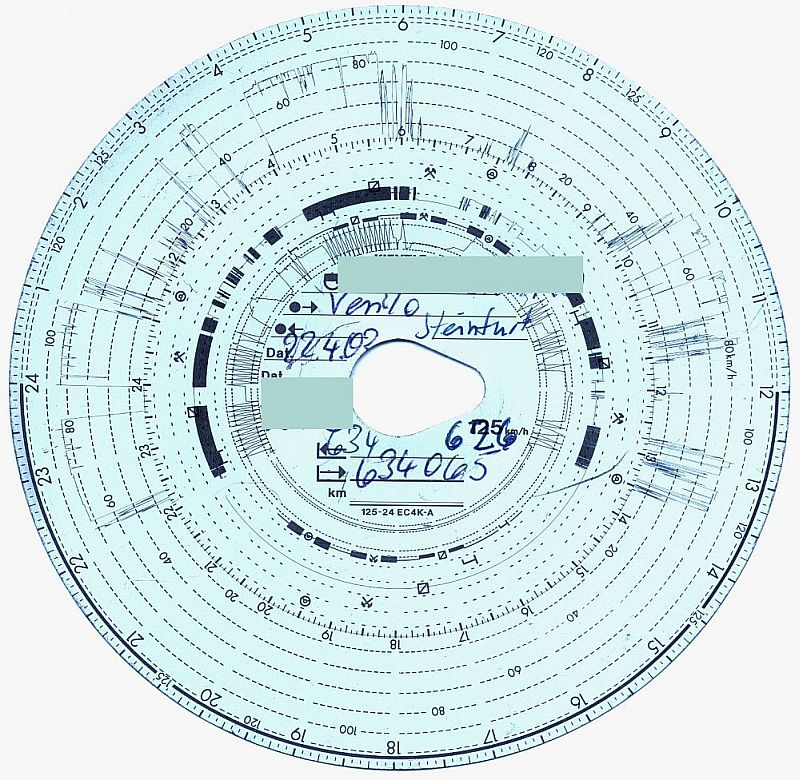
Ett färdskrivardiagram från en analog färdskrivare.

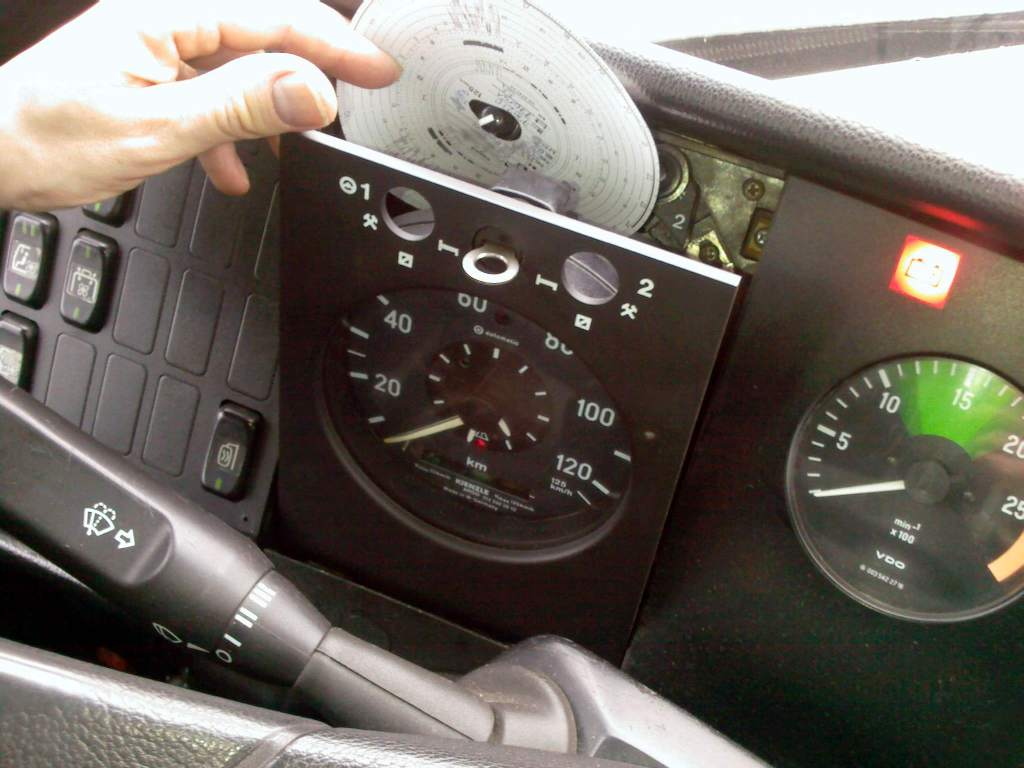
Analog färdskrivare.

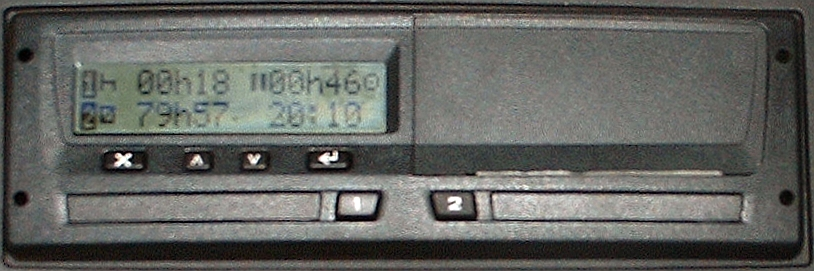
Digital färdskrivare.

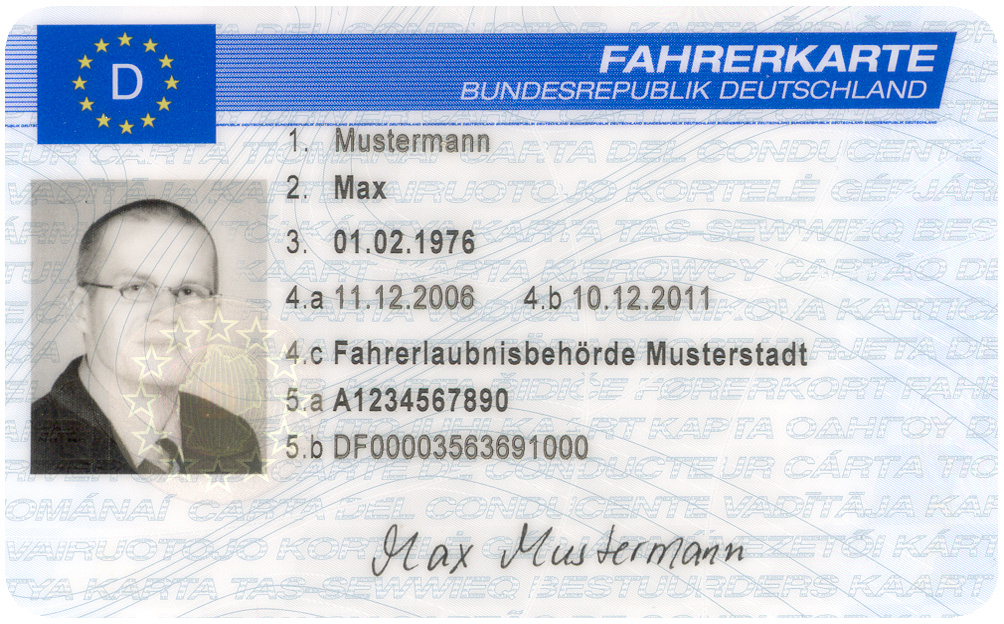
Tyskt förarkort till digital färdskrivare från 2007.

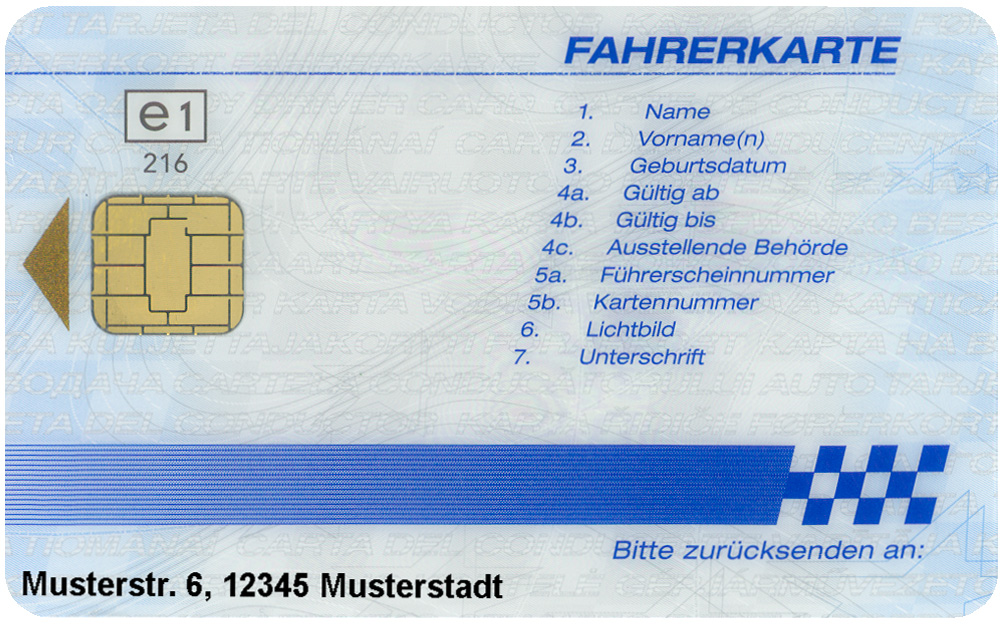
Baksida av tyskt förarkort till digital färdskrivare.

Färdskrivare är en anordning som enligt lag ska finnas på tunga lastbilar och bussar som ingår i yrkestrafik (undantag finns) som kontinuerligt registrerar hastighet samt kör‐ och vilotider. Det finns två sätt att registrera informationen, det äldre sättet använder ett pappersdiagram (analog färdskrivare) men från år 2006 används ett datorminne i färdskrivaren tillsammans med ett förarkort i form av ett smartkort för att lagra informationen (digital färdskrivare). Namnet förekommer i svensk media från 1953.
Motiveringen till kravet att ha färdskrivare är att kunna kontrollera kör‐ och vilotider. Dessutom kan man kontrollera hastigheten. Lastbilar får i Sverige max köra 80 km/h (90 km/h gäller utan släp, på motortrafikled och motorväg men lastbilars hastighet är elektroniskt begränsad till MAX 90
 km/h) och bussar 100 km/h.

## Lagkrav och regler
EEC regelverk 3821/85 från den 20 december 1985 gjorde bruk av färdskrivare till ett lagkrav i EEC från den 29 september 1986. Ett ”europeiskt avtal gällande arbete för förare i internationell trafik” (AETR) blev gällande från den 31 juli 1985.
Regelverk 561/2006/EC från den europeiska unionen antaget den 11 april 2007 behandlar vilka kör‐ och vilotider som ska gälla för yrkesförarna. Dessa tider kan bli kontrollerade av arbetsgivare, polis och andra myndigheter med hjälp av färdskrivaren.
Färdskrivare ska med andra ord enligt lag finnas i stort sett alla europeiska länder på fordon som omfattas av EU:s kör‐ och vilotider. Dessa omfattar de flesta fordonskombinationer över 3,5 tons totalvikt. I USA använder man istället en tidbok, där föraren själv får fylla i hur mycket han arbetar och kör.
En förare får maximalt köra i 4 timmar och 30 minuter utan paus. Sedan måste en paus på minst 45 minuter tas. Maximalt 9 timmars körtid, eller max 10 timmar per dag två ggr per vecka. Dessa regler finns av säkerhetsskäl, för att föraren ska inte bli för trött och för att konkurrensen inte ska ge oacceptabla arbetsförhållanden. Utöver detta finns regler för veckovila, för förkortande av dygnsvilan eller veckovilan, för när två personer finns i bilen samtidigt, för när bilen åker färja, för när föraren jobbar med att lasta/lossa osv.
Utöver detta finns även en stor mängd andra regler, av vilka de flesta är svåröverskådliga till den grad att till och med vägverket har misslyckats med att ta fram det dataprogram som skulle kunna räkna ut tillåtna körscheman.
En lastbil hinner cirka 700 km per dag om det är motorväg, och om en längre resa är mycket bråttom kan man ha två förare där en kör och en vilar eller sover, och de byts av. Det finns förberedda kontrollstationer längs huvudvägarna där lastbilar och bussar kan vinkas in för kontroll. I Tyskland är det vanligt att bötfälla förare för enstaka hastighetsöverträdelser som synts på diagrammet.

## Manipulation av färdskrivare
Det har förekommit manipulation med färdskrivare, till exempel smusslande med diagram eller installation av anordningar som får färdskrivaren att tro att lastbilen står still när man kör. Därför infördes digitala färdskrivare med personliga förarkort. Denna typ av färdskrivare läser av fordonets hastighet via ett krypterat elektriskt gränssnitt. Denna information lagras i klartext men förses med en 1024‐bitars kryptografisk signatur. Varje förare får bara äga ett förarkort och detta kort ska föraren mata in i färdskrivaren så alla aktiviteter kan registreras. Detta betyder dock inte att de nya digitala färdskrivarna är helt säkra mot manipulation, då det har uppdagats fusk även med digitala färdskrivare.

## Lagring och överföring av kördata
Systemet med digitala färdskrivare kräver i vissa fall att man ändå måste skriva ut informationen på papper och spara. Dessutom finns inget skydd mot överskrivning av data, varför man måste vara noga med att kopiera informationen på sitt personliga kort var 3:e vecka samt även fordonsenheten var 6:e vecka. Det är belagt med böter att glömma bort att säkerhetskopiera kortet, trots att man inte kan se när det börjar bli fullt. Man är skyldig att kopiera det ”så ofta det behövs”.
Minnet på det digitala förarkortet kan lagra minst 96 aktivitetsförändringar per dygn i minst 28 dagar. I Sverige valde man förarkort med större kapacitet som kan lagra 6–12 månaders aktiviteter men antalet poster för arbetspass (som specificerar i vilka länder arbetspasset började resp slutade) är bara 56 st. Man skall ändå säkerhetskopiera var 3:e vecka, för skulle kortet tappas bort eller gå sönder så accepterar inte polisen att 6 mån körtidsdata är borta.
Minnet i den digitala färdskrivaren är på 1 MiB. Den klarar att lagra allt under minst 1 år, vilket också är kravet på hur länge information om kör‐ och vilotider skall sparas. Dock rekommenderar vägverket att man kopierar ut informationen var 6:e vecka.
Den senaste generationen av digitala färdskrivare har även möjlighet att automatiskt trådlöst överföra data både från färdskrivarens interna minne samt från minnet på förarkortet till en server där data kan lagras och analyseras på önskat sätt. Denna trådlösa överföring sker ofta med hjälp av en telematikenhet i fordonet som har ett inbyggt GSM/GPRS‐modem. Färdskrivaren är i regel kopplad till telematikenheten via ett elektriskt gränssnitt exempelvis CAN‐databuss.